# Voncq
Voncq és un municipi francès situat al departament de les Ardenes i a la regió del Gran Est. L'any 2007 tenia 222 habitants.

## Demografia

### Població
El 2007 la població de fet de Voncq era de 222 persones. Hi havia 96 famílies de les quals 20 eren unipersonals (8 homes vivint sols i 12 dones vivint soles), 40 parelles sense fills, 28 parelles amb fills i 8 famílies monoparentals amb fills.
La població ha evolucionat segons el següent gràfic:
Habitants censats

### Habitatges
El 2007 hi havia 146 habitatges, 93 eren l'habitatge principal de la família, 28 eren segones residències i 25 estaven desocupats. Tots els 146 habitatges eren cases. Dels 93 habitatges principals, 81 estaven ocupats pels seus propietaris i 12 estaven llogats i ocupats pels llogaters; 6 tenien dues cambres, 14 en tenien tres, 24 en tenien quatre i 50 en tenien cinc o més. 73 habitatges disposaven pel capbaix d'una plaça de pàrquing. A 44 habitatges hi havia un automòbil i a 44 n'hi havia dos o més.

### Piràmide de població
La piràmide de població per edats i sexe el 2009 era:
| Homes | Edats   | Dones |
| ----- | ------- | ----- |
| 0     | 95 o +  | 0     |
| 4     | 90 a 94 | 4     |
| 0     | 85 a 89 | 0     |
| 4     | 80 a 84 | 8     |
| 4     | 75 a 79 | 4     |
| 12    | 70 a 74 | 8     |
| 8     | 65 a 69 | 4     |
| 8     | 60 a 64 | 4     |
| 4     | 55 a 59 | 8     |
| 0     | 50 a 54 | 0     |
| 12    | 45 a 49 | 8     |
| 12    | 40 a 44 | 8     |
| 16    | 35 a 39 | 8     |
| 4     | 30 a 34 | 4     |
| 0     | 25 a 29 | 0     |
| 4     | 20 a 24 | 4     |
| 12    | 15 a 19 | 4     |
| 12    | 10 a 14 | 4     |
| 12    | 5 a 9   | 8     |
| 4     | 0 a 4   | 0     |

## Economia
El 2007 la població en edat de treballar era de 123 persones, 74 eren actives i 49 eren inactives. De les 74 persones actives 68 estaven ocupades (35 homes i 33 dones) i 6 estaven aturades (3 homes i 3 dones). De les 49 persones inactives 17 estaven jubilades, 12 estaven estudiant i 20 estaven classificades com a «altres inactius».

### Ingressos
El 2009 a Voncq hi havia 104 unitats fiscals que integraven 235 persones, la mediana anual d'ingressos fiscals per persona era de 15.066 €.

### Activitats econòmiques
Dels 3 establiments que hi havia el 2007, 1 era d'una empresa extractiva, 1 d'una empresa de fabricació d'altres productes industrials i 1 d'una empresa de serveis.
L'any 2000 a Voncq hi havia 11 explotacions agrícoles que ocupaven un total de 642 hectàrees.

## Poblacions més properes
El següent diagrama mostra les poblacions més properes.